# Ateísmo militante
El ateísmo militante es un término aplicado al ateísmo que considera la religión como algo falso y además pernicioso. El ateísmo militante tiene al ateísmo como doctrina a propagar y difiere del ateísmo moderado en sostener que la religión es dañina para el individuo y la sociedad.
El ateísmo militante puede ser individual, colectivo o establecerse a escala de un país. Su ejecución se limita solamente a la crítica hacia la religión.
El concepto y término ateo militante ha sido utilizado desde 1894 y se ha aplicado a pensadores políticos. El ateísmo militante fue una parte integral del materialismo dialéctico del marxismo-leninismo y significativo en la Revolución francesa y en Estados ateos como la Unión Soviética
y la revolución cultural china.
Richard Dawkins en un discurso sobre darwinismo y ateísmo que pronunció en TED en 2002 instó a su audiencia a practicar el «ateísmo militante»: «salir del armario» (es decir, afirmar públicamente su ateísmo) y difundir el ateísmo. No obstante, también se utiliza de forma peyorativa, como se ha hecho recientemente para calificar a ateos tales como Richard Dawkins, Christopher Hitchens, Sam Harris, Daniel Dennett o Victor Stenger, los ideólogos del movimiento conocido como Nuevo ateísmo. Se ha criticado este uso por activistas como Dave Niose, quien piensa que el término se utiliza indiscriminadamente para una persona atea que cuestione a la autoridad religiosa o exprese de palabra su punto de vista sobre la existencia de Dios.